# Jiří Karel
Jiří Karel (4. října 1936 Jihlava – 8. května 2023 Rýmařov) byl český archeolog a historik, odborný publicista, bývalý pracovník a ředitel městského muzea v Rýmařově. Oblastí jeho výzkumu byla středověká archeologie Rýmařovska a regionální dějiny se zvláštním zřetelem na hornictví a tkalcovství.

## Odborné vzdělání, zaměstnání a funkce
- 1951–1955 studium na pedagogickém gymnasiu v Jihlavě.
- 1961–1964 Pedagogická fakulta Univerzity Palackého, obor český jazyk a dějepis.
- 1979–1981 Pedagogická fakulta Ostravské univerzity, obor výchovné poradenství, psychologie a pedagogika.

Od roku 1955 s výjimkou vojenské prezenční služby učitel dějepisu a češtiny na školách ve Velké Štáhli a Rýmařově (do roku 1997).
- 1991–1996 vedoucí městského muzea v Rýmařově, pobočky muzea v Bruntále.
- 1996–2006 odborný vedoucí Městského muzea v Rýmařově.
- 2002–2009 odborný pracovník – historik a kustod archeologické sbírky Městského muzea v Rýmařově.

## Publikace k tématu archeologie
- Rýmařov - Hrádek, Přehled výzkumů. ArÚ ČSAV. Brno : 1970.
- Archeologický výzkum Hrádku v Rýmařově. Severní Morava sv. 23. Šumperk : 1971.
- Nálezová zpráva o výzkumu středověkého hrádku v Rýmařově za roky 1971/2 . Rýmařov : 1973.
- Zaniklé středověké sídliště v Rýmařově. Časopis Slezského muzea, B vědy historické XXIII/2. Opava : 1974.
- Osada ze l3. stol. v "Podolí" u Rýmařova. Vlastivědný věstník moravský XXVI/1. Brno : 1974.
- Nadzemní objekt 14.-15. stol. v Rýmařově - Hrádku. Časopis Slezského muzea řada B vědy historické. XXIV/2. Opava : 1974.
- Zpráva o archeologicko - historickém výzkumu počátků města Rýmařova a okolí. MěNV v Rýmařově. Krnov : 1977.
- K počátkům lokace města Rýmařova. IN: Středověká archeologie. AÚ ČSAV. Praha : 1977.
- K otázce počátků osídlení Rýmařovska. Vlastivědné listy 1/1977. Opava : 1977.
- Archeologický výzkum v Rýmařově. Vlastivědné listy 2/1977. Opava : 1977.
- Slovanské a středověké zásobnice severní Moravy. Archeologické rozhledy XXXI. AÚ ČSAV. Praha : 1979.
- Slovanské a středověké zásobnice severní Moravy (vývoj na s. Moravě). Archeologické rozhledy XXXI. AÚ ČSAV. Praha : 1979.
- Pozůstatky rýžování zlata ze l3. stol. v Rýmařově. Časopis Slezského muzea řada B vědy historické. Opava : 1981.
- K otázkám suroviny pro výrobu raně středověké keramiky. Informační zpravodaj – časopis Archeologické společnosti Čech, Moravy a Slezska. ČsSA při ČSAV. Příbor : 1983.
- Hrad Strálek na Rýmařovsku. Informační zpravodaj – časopis Archeologické společnosti Čech, Moravy a Slezska. ČsSA při ČSAV. Příbor : 1983.
- Středověké nálezy z areálu města Rýmařova. Informační zpravodaj – časopis Archeologické společnosti Čech, Moravy a Slezska. ČsSA při ČSAV. Příbor : 1985.
- Středověké keramické zvonky v rýmařovských nálezech. Informační zpravodaj – časopis Archeologické společnosti Čech, Moravy a Slezska. ČsSA při ČSAV. Příbor : 1985.
- Počátky osídlení Rýmařova. Památky archeologické LXXVI. AÚ ČSAV. Praha : 1985.
- Společenské využití výsledků archeologického výzkumu v Rýmařově. Informační zpravodaj – časopis Archeologické společnosti Čech, Moravy a Slezska. ČsSA. Opava : 1987.
- Renesanční glazovaná keramika na Hrádku v Rýmařově. Informační zpravodaj – časopis Archeologické společnosti Čech, Moravy a Slezska. ČsSA. Opava : 1987.
- Výroba renesančních kachlů v Rýmařově. Informační zpravodaj – časopis Archeologické společnosti Čech, Moravy a Slezska. ČsSA. Opava : 1988.
- Středověké šachové figurky. Vlastivědný věstník moravský 4/91. Brno : 1991.
- Tvrz v Rýmařově. Archeologia historica 17/92. MVS Brno a 	Památkový ústav Ústí nad Labem. Brno : 1992.
- Vzácný nález astragálu v Rýmařově. Informační zpravodaj – pobočka pro sev. Moravu a slezsko - květen. Opava : 1992.
- Rýmařovské renesanční kachle. Informační zpravodaj – pobočka pro sev. Moravu a slezsko - květen. Opava : 1992.
- Středověká zlatnická dílna v Rýmařově. Časopis Slezského muzea řada B vědy historické. Opava : 1992.
- Středověké sklo na rýmařovském Hrádku. Informační zpravodaj. Nový Jičín : 1993.
- Unikátní nález z Tvrdkova. Rýmařovské noviny 8/94. Rýmařov : 1994.
- Vzácná skupina gotické keramiky v rýmařovských nálezech. Střední Morava 3/96. Olomouc : 1996.
- Fragmenty ze dvora renesančního velmože. Rýmařovské noviny 8/96. Rýmařov : 1996.
- Harrachovský zámek v Janovicích. Interní tisk městského muzea Rýmařov. Rýmařov : 1997.
- Rýmařovský mezzomajolika. Střední Morava 4/97. Olomouc : 1997.
- Středověké opevnění města Rýmařova. Vlastivědný věstník moravský XLIX/2. Brno : 1997.
- Renesanční nález v Janovicích. Střední Morava 5/97. Olomouc : 1997.
- Archeologický výzkum středověkého areálu města Rýmařova (13.-15. stol.). Interní tisk městského muzea Rýmařov. Rýmařov : 1998.
- Hrad Strálek na Rýmařovsku. Střední Morava 8/99. Olomouc : 1999.
- Hrad Strálek, závěrečná zpráva o výzkumu lokality. Interní tisk městského muzea Rýmařov. Rýmařov : 1998.
- Zlato rýmařovského Hrádku. Rýmařovský horizont 01/2001. Rýmařov : 2001.
- Městský hrad v Rýmařove ve 13.-15. století. Střední Morava 15/02. Olomouc : 2002.
- Počátky Rýmařova. Nový pohled na předlokační osadu města. MVS Brno. AÚ AV ČR v Brně. Brno : 2003.
- Pijáci na panství rabštejnském (vývoj picího nádobí na Rýmařovsku 13.–16. stol.). Sborník bruntálského muzea. Bruntál : 2003.
- Vzpomínka na archeologický kroužek v Rýmařově. Archeologie Moravy a Slezska. Havířov : 2006.
- Hry a zábava ve středověkém Rýmařově. Pravěk 15/25. Brno : 2007.
- Vzpomínka na archeologický kroužek v Rýmařově. Archeologie Moravy a Slezska. Havířov : 2006.